# María Dobroniega de Kiev
María Dobroniega de Kiev (luego de 1012 -1087), fue una princesa del Rus de Kiev, hija de Vladimir I de Kiev, miembro perteneciente a la dinastía Rúrika y por su matrimonio con Casimiro I el Restaurador, Gran Duquesa y Reina consorte de Polonia.

## Familia
Era una de las hijas más jóvenes de Vladímir I, Gran Príncipe de Kiev. La identidad de su madre es debatida entre los historiadores.
El Gran Príncipe Vladímir I se había casado siete veces y había tenido muchos hijos, legítima e ilegítimamente. Ana Porfirogéneta, su sexta esposa, murió cuatro años antes que Vladímir. Tietmaro de Merseburgo, escribiendo sobre hechos contemporáneos, menciona que Boleslao I de Polonia capturó a la viuda de Vladímir I durante su ataque a Kiev en 1018. Los historiadores no han tenido ninguna pista para identificar a esta esposa. El historiador Nicholas Baumgarten, sin embargo, apunta al controversial registro de "Genealogía Welforum" e "Historia Welforum Weingartensis" que una hija de Count Kuno von Oenningen (futuro Duque Conrado I de Swabia) por "filia Ottonis Magni imperatoris" (hija de Otón el Grande, posiblemente Rechlinda Otona [Regelindis], según algunos hija ilegítima y según otros legítima, nacida de su primer matrimonio con Edith de Wessex) se casó con "rex Rugorum" (Rey del Rus). Baumgarten interpreta esta evidencia como referente a la última esposa de Vladímir I. Es mujer es posiblemente la madre de María.

## Casamiento
María se casó alrededor de 1040 con Casimiro I el Restaurador, duque de Polonia. Este matrimonio ayudó a Casimiro a ganar apoyo en su reclamo sobre el trono polaco. Casimiro había intentado apoderarse del trono dos veces anteriormente, fallando ambas. Con el apoyo del hermano de María, Yaroslav I el Sabio, Casimiro fue capaz de hacer un reclamo exitoso. 
La pareja tuvo cinco hijos:
1. Boleslao II el Temerario (c. 1043-2/3 de abril de 1081/82).
2. Vladislao I Herman (c. 1044-4 de junio de 1102)
3. Mieszko (16 de abril de 1045-28 de enero de 1065).
4. Oto (c. 1046-1048).
5. Świętosława (c. 1048-1 de septiembre de 1126), casado c. 1062 con el Duque (y desde 1085 Rey) Bratislao II de Bohemia.

El esposo de María murió el 28 de noviembre de 1058. Su hijo de dieciséis años, Boleslao, se convirtió en Rey de Polonia. Boleslao II es considerado uno de los más capaces de los gobernantes Piast; sin embargo, fue depuesto y expulsado del país en 1079. Boleslao II murió dos años después, en 1081.
María vivió seis años más y murió en 1087, a la edad de setenta y siete o setenta y seis.